# Sport Grupo Sacavenense
O Sport Grupo Sacavenense é uma agremiação desportiva da cidade de Sacavém, uma das mais antigas do Município de Loures, tendo sido fundada em 19 de Março de 1910, em plena período de efervescência republicana, num misto de grande fervor associativista e de desenvolvimento do desporto em Portugal.
Em tempos praticaram-se, como modalidades desportivas, o atletismo, o ciclismo, andebol, o basquete, o vólei, o hóquei em patins, o râguebi, ou o ténis de mesa; presentemente, apenas têm lugar a ginástica (fundada em 1970), o futsal (desde 2002) e o futebol (logo desde 1911).

## Futebol
No futebol, o Sacavenense logrou alcançar 27 presenças na II Divisão (actual II Liga, tendo inclusivamente, em meados dos anos 1980, quase chegado à promoção ao escalão maior do futebol português), outras tantas na III Divisão (tendo mesmo sido Campeão Nacional da III Divisão na época 1977/78), 37 participações na Taça de Portugal (tendo conseguido por duas vezes alcançar a 5.ª eliminatória, 1980/81 e 2001/02). No final da época 2003/04, desceu aos campeonatos distritais.

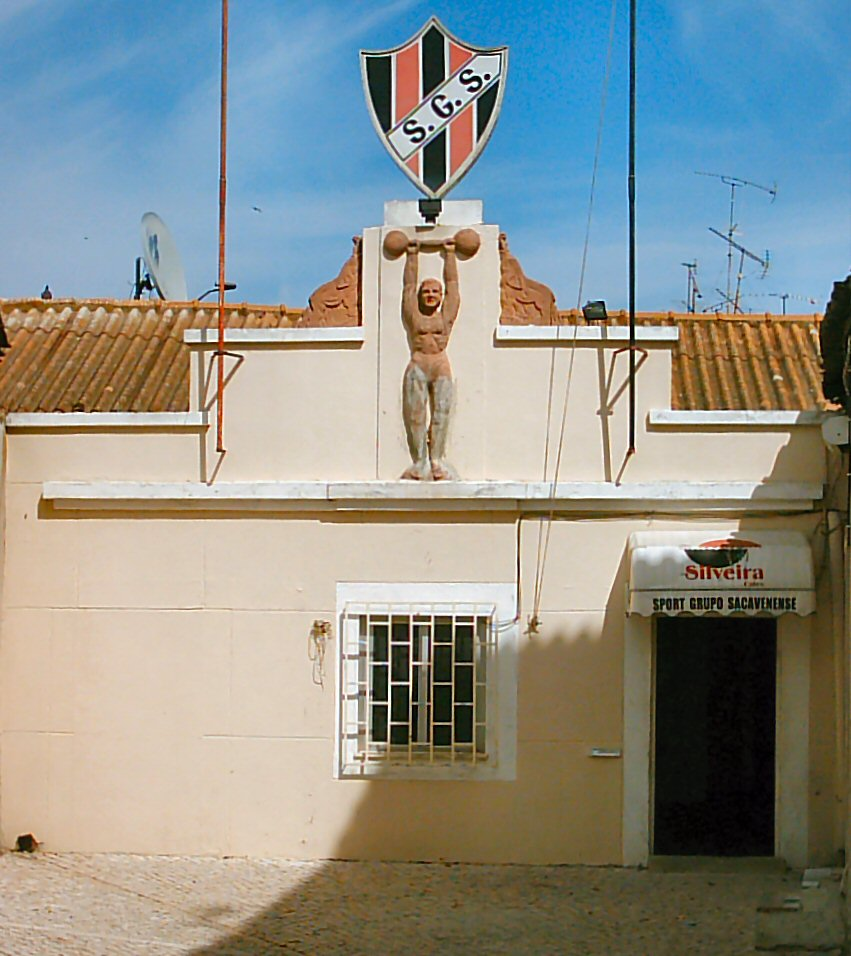
Sede social do S. G. Sacavenense

### Palmarés
- 1 Campeonato Nacional da III Divisão (época 1977/78)
- 1 Taça AF Lisboa Associação de Futebol de Lisboa (época 2023/24)
- 1 1ª Divisão AF Lisboa Associação de Futebol de Lisboa (época 2016/17)
- 1 Divisão de Honra AF Lisboa Associação de Futebol de Lisboa (época 2009/10)

### Classificações por época
| Época     | Nível | D                                 | Classificação                       | Taça de Portugal |
| --------- | ----- | --------------------------------- | ----------------------------------- | ---------------- |
| 2002/2003 | 5     | Divisão de Honra da AF Lisboa     | 1º                                  | 1E               |
| 2003/2004 | 4     | 3ª Divisão Nacional               | 17º                                 | 1E               |
| 2004/2005 | 5     | Divisão de Honra da AF Lisboa     | ?º                                  | -                |
| 2005/2006 | 5     | Divisão de Honra da AF Lisboa     | 10º                                 | -                |
| 2006/2007 | 5     | Divisão de Honra da AF Lisboa     | 13º                                 | -                |
| 2007/2008 | 6     | 1ª Divisão-Série 2 da AF Lisboa   | 3º                                  | -                |
| 2008/2009 | 6     | 1ª Divisão-Série 2 da AF Lisboa   | 1º                                  | -                |
| 2009/2010 | 5     | Divisão de Honra da AF Lisboa     | 1º                                  | -                |
| 2010/2011 | 4     | 3ª Divisão Nacional               | 3º                                  | -                |
| 2011/2012 | 4     | 3ª Divisão Nacional               | 1º                                  | -                |
| 2012/2013 | 4     | 3ª Divisão Nacional               | 5º                                  | -                |
| 2013/2014 | 4*    | Divisão Pro-nacional da AF Lisboa | 1º                                  | -                |
| 2014/2015 | 3     | Campeonato Nacional de Seniores   | 3º (6º na 1ª fase, 1º na fase Man.) | -                |
| 2015/2016 | 3     | Campeonato de Portugal            | a decorrer                          | -                |

Legenda das cores na pirâmide do futebol português
     1º nível (1ª Divisão / 1ª Liga) 
     2º nível (até 1989/90 como 2ª Divisão Nacional, dividido por zonas, em 1990/91 foi criada a 2ª Liga) 
     3º nível (até 1989/90 como 3ª Divisão Nacional, depois de 1989/90 como 2ª Divisão B/Nacional de Seniores/Campeonato de Portugal)
     4º nível (entre 1989/90 e 2012/2013 como 3ª Divisão, entre 1947/48 e 1989/90 e após 2013/14 como 1ª Divisão Distrital) 
     5º nível
     6º nível
     7º nível